# Castel de apă

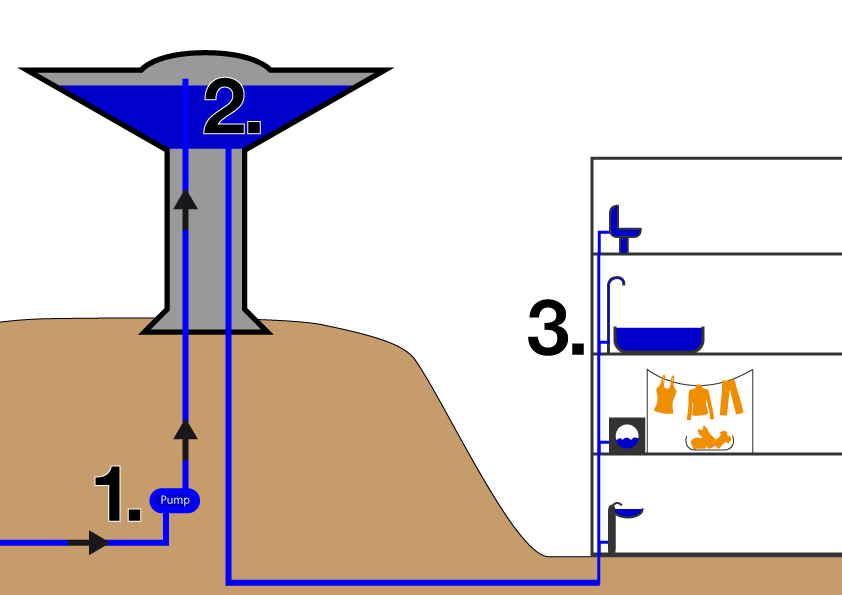
Funcţionarea unui castel de apă: 1. staţie de pompare; 2. rezervor; 3. utilizatori.

Castelul de apă (numit adesea și turn de apă) reprezintă o construcție hidrotehnică destinată acumulării apei, dar și reglării presiunii și consumului ei în rețeaua unui apeduct.

## Construcție
Un castel de apă standard este alcătuit dintr-un rezervor de metal, beton armat, cărămidă sau lemn de forme diferite (de obicei sferică) și din câțiva stâlpi de susținere.
Principiul de funcționare este cel al vaselor comunicante. Înălțimea castelului este determinată de presiunea necesară pompării apei în apeducte și de relieful localității, iar capacitatea rezervorului — de lungimea și destinația conductei de apă, volumul acestuia depășind uneori 3000 m³.

## Exemple
În Republica Moldova, cel mai faimos edificiu de acest gen, dar deja cu altă utilizare, este Castelul de apă din Chișinău. În lume, printre cele mai cunoscute castele de apă sunt Castelul de apă din Chicago din Statele Unite ale Americii, Grimsby Dock Tower din Regatul Unit și Castelul de apă din Brežice (Slovenia).

## Galerie de imagini

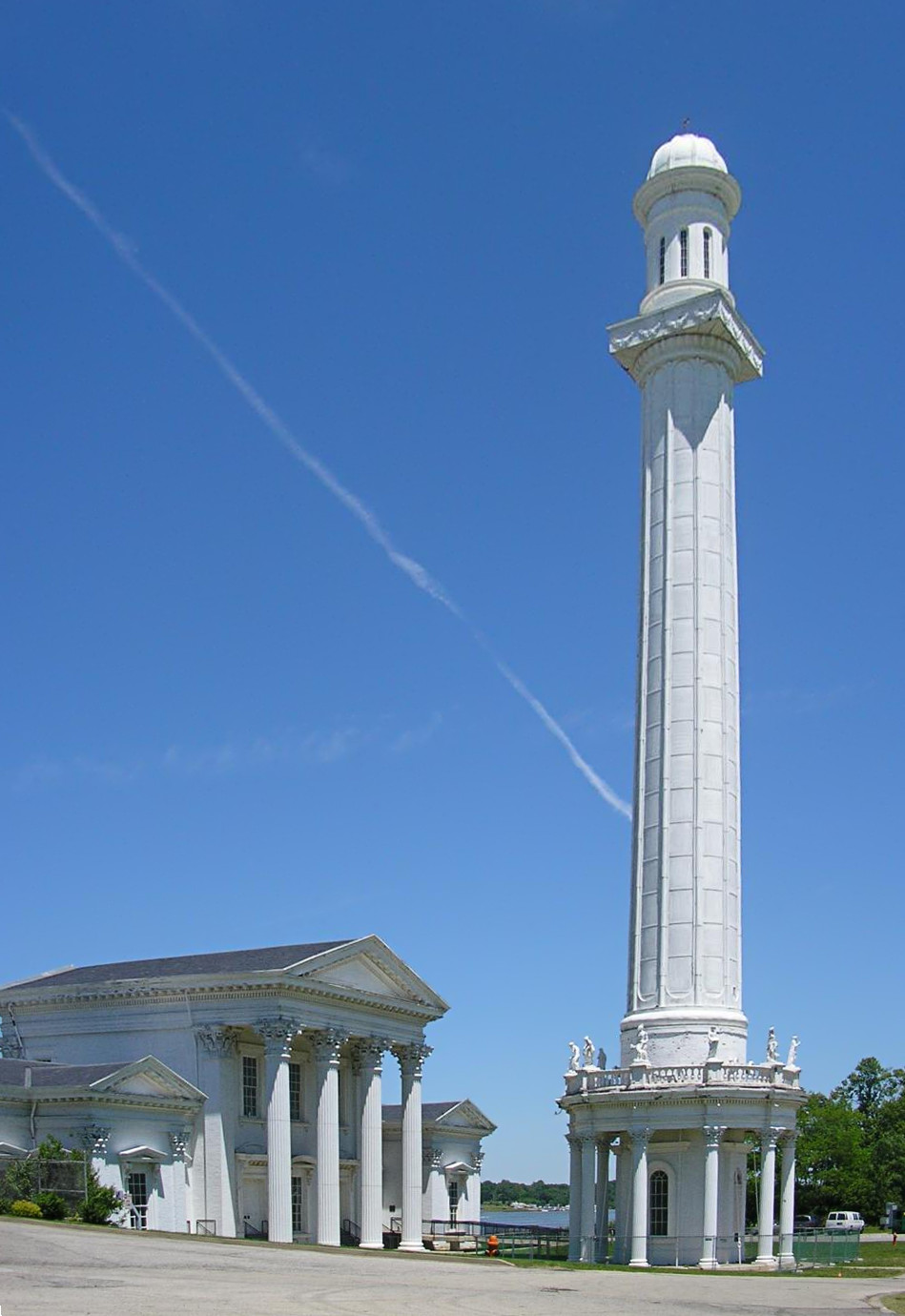
Primul castel de apă din lume – Louisville, Kentucky (S.U.A.)
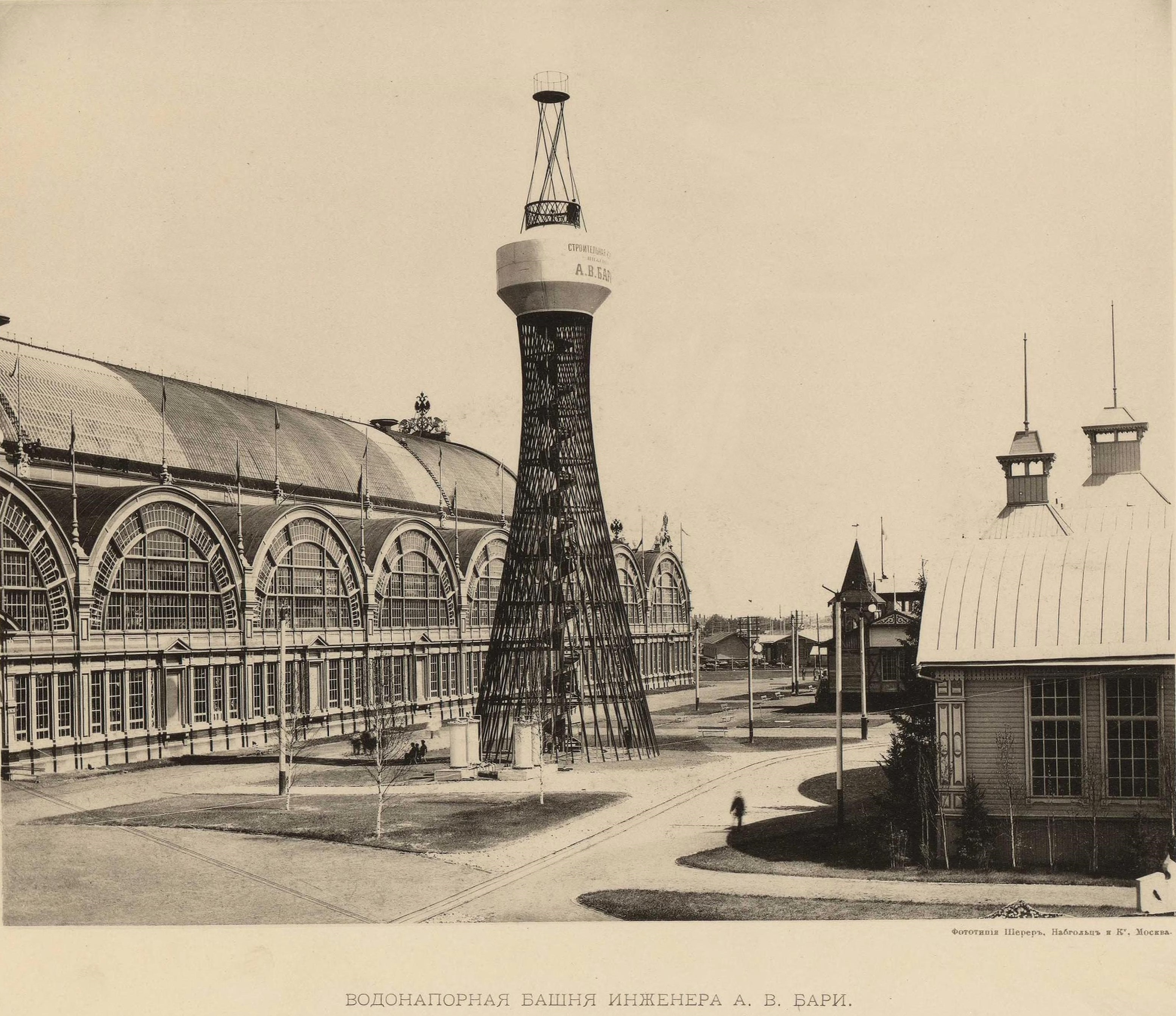
Construcţie de V. Şuhov. Prima structură hiperboloidă din lume (Rusia, 1896)
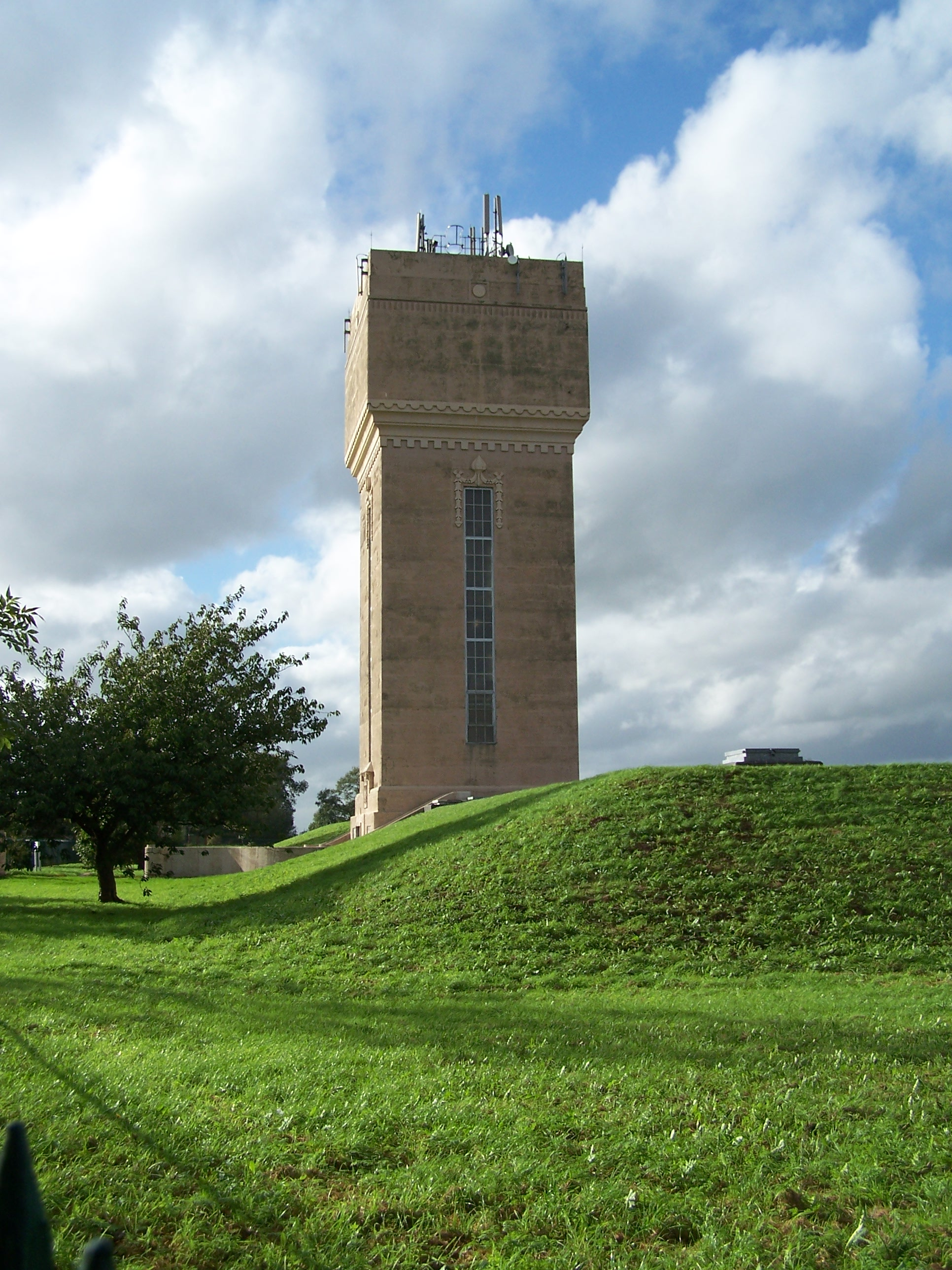
Castel de apă din cărămidă (Kimberley, Nottinghamshire, Regatul Unit)
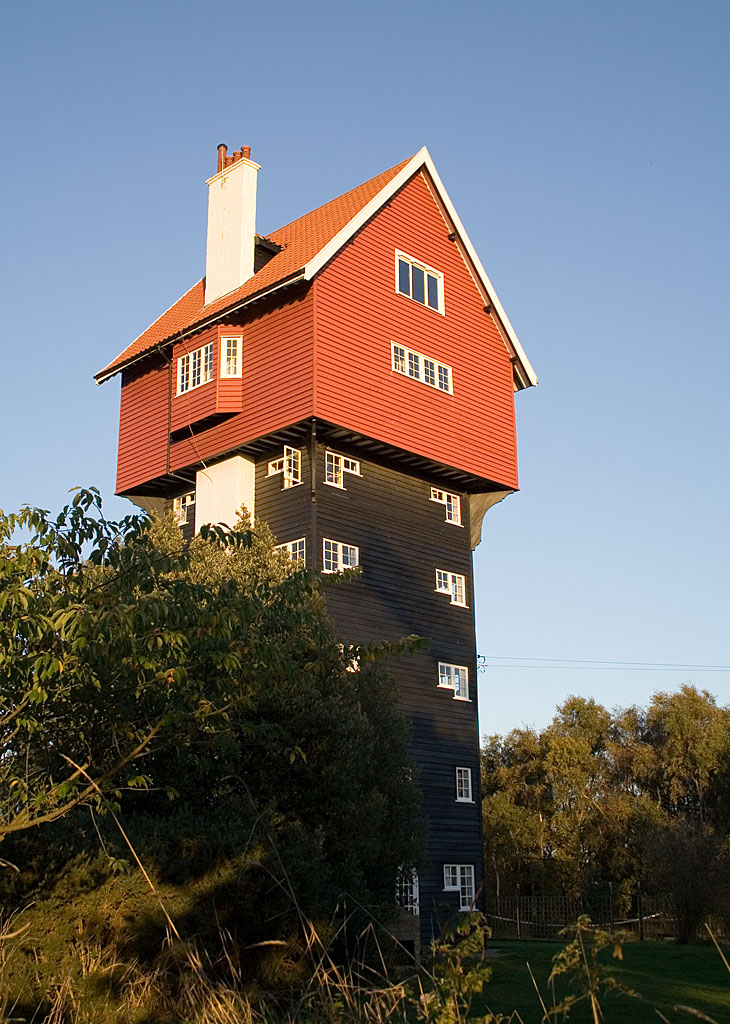
Aşa-numita „casă din nori” funcţionează în Thorpeness din 1923 (Regatul Unit)
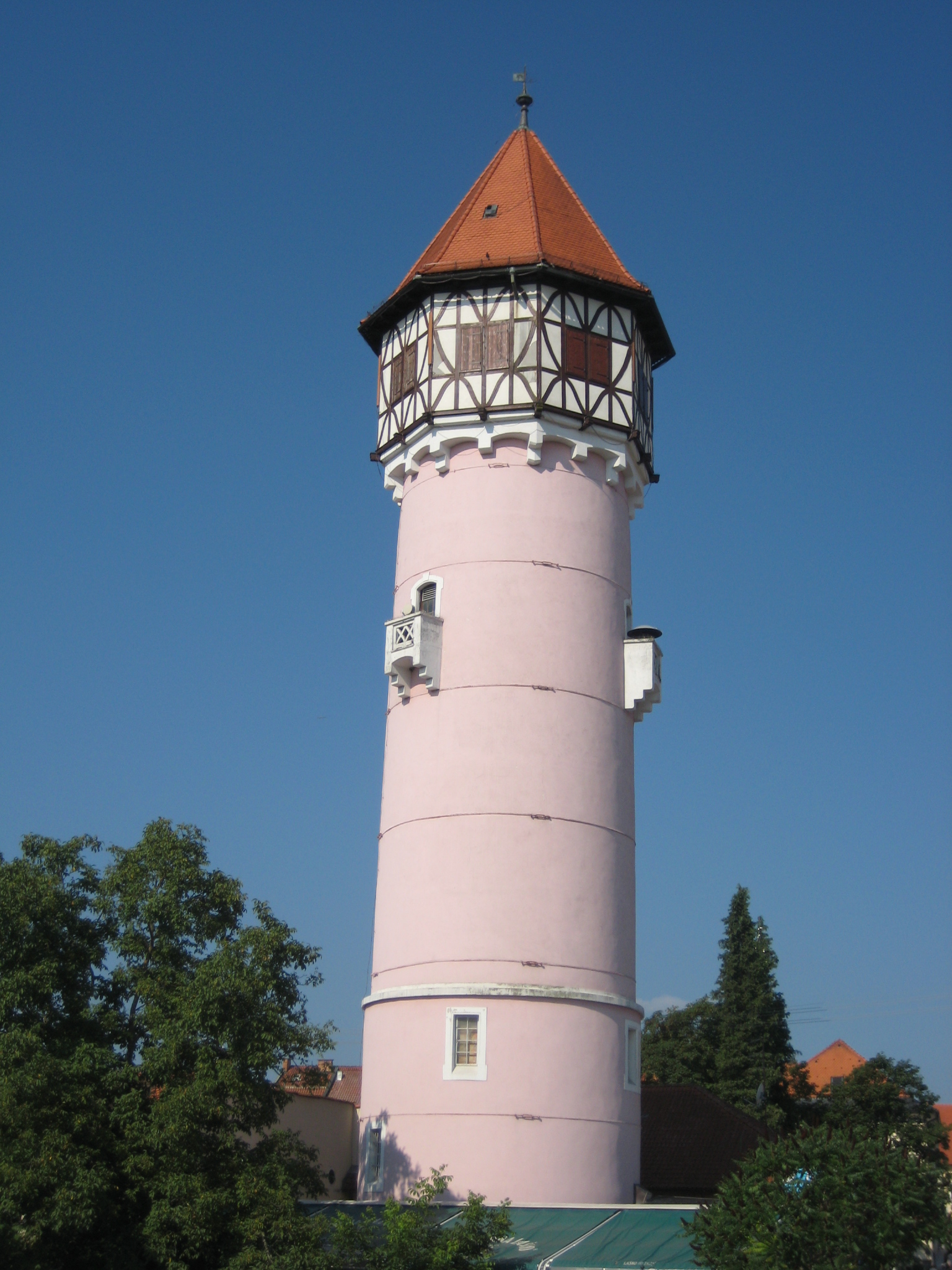
Castelul de apă din Brežice (Slovenia, 1914)
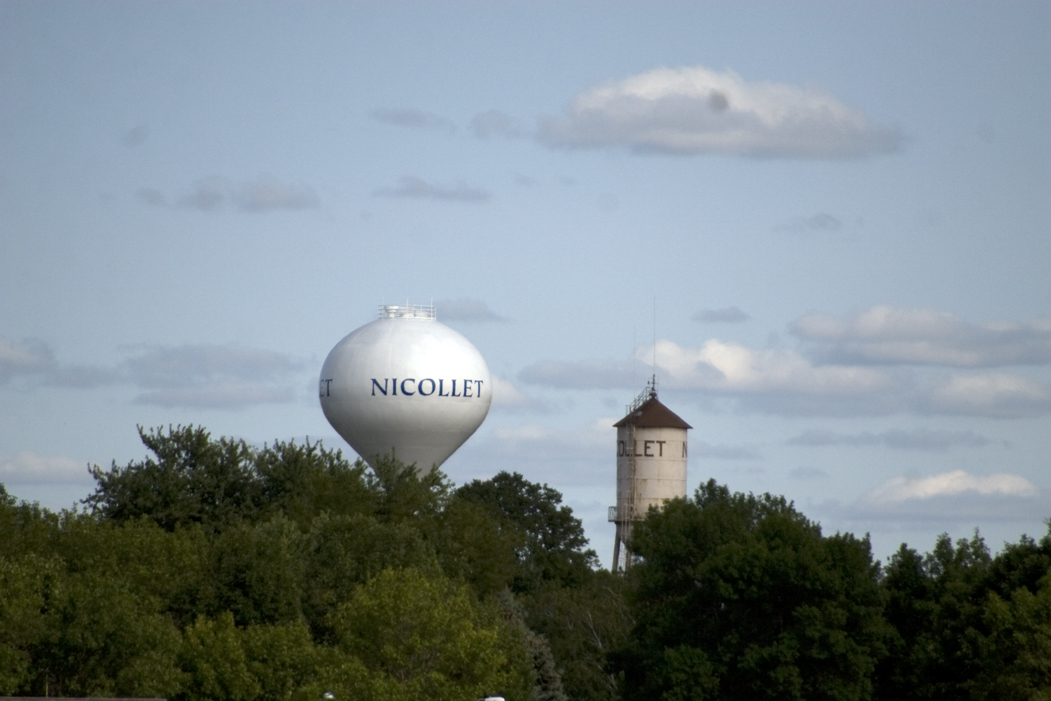
Vechiul şi noul castel de apă din Nicollet, Minnesota (S.U.A.)
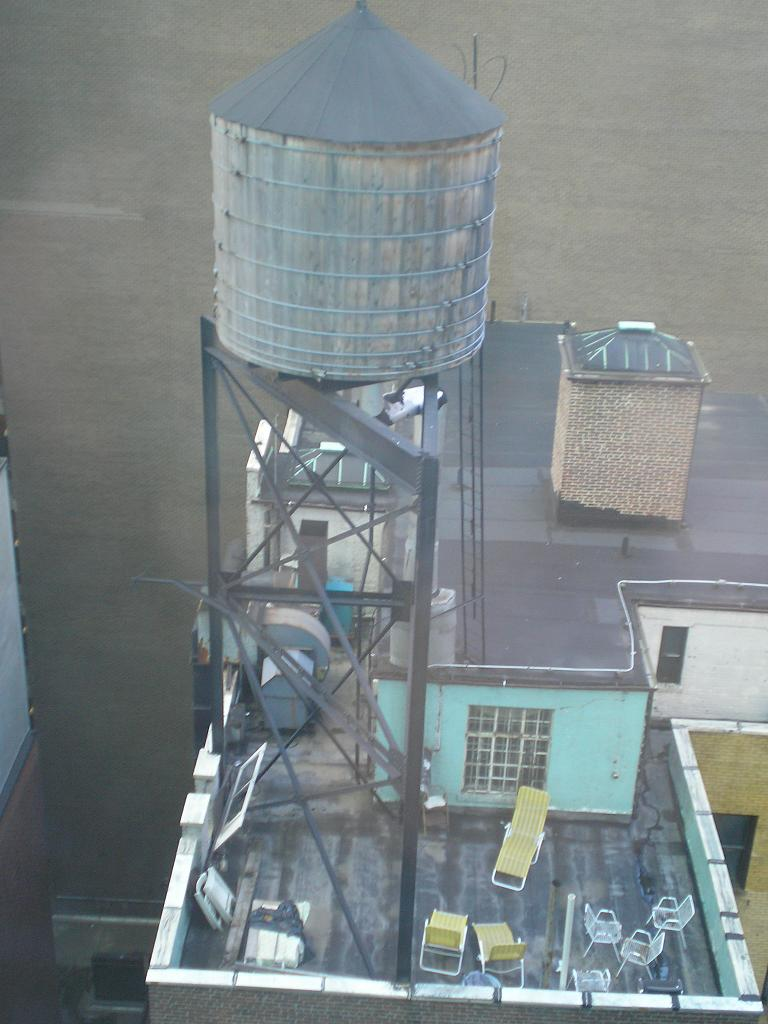
Un castel de apă din New York City (S.U.A.)
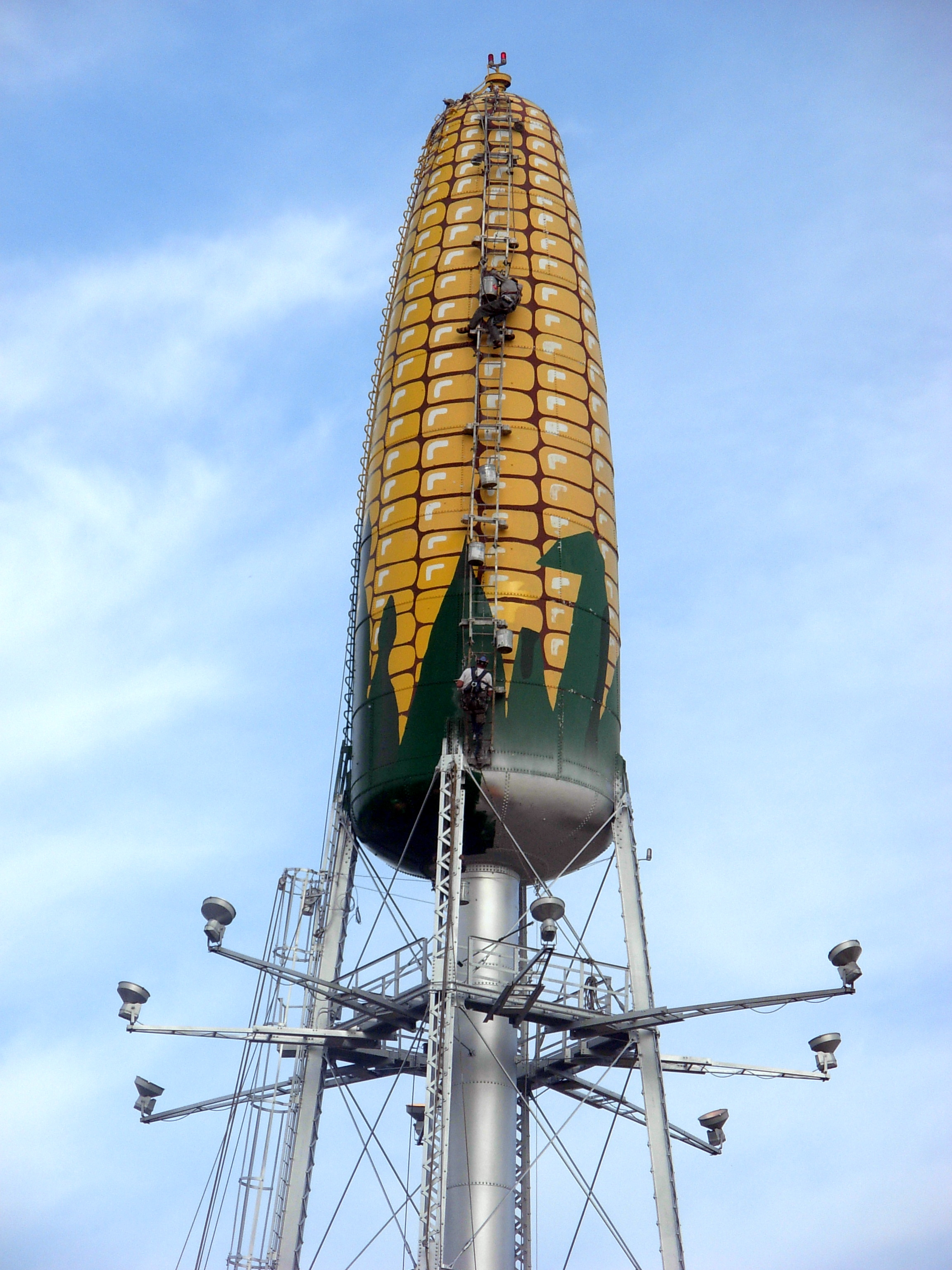
Castel de apă în formă de ştiulete de porumb (Rochester, Minnesota, S.U.A.)
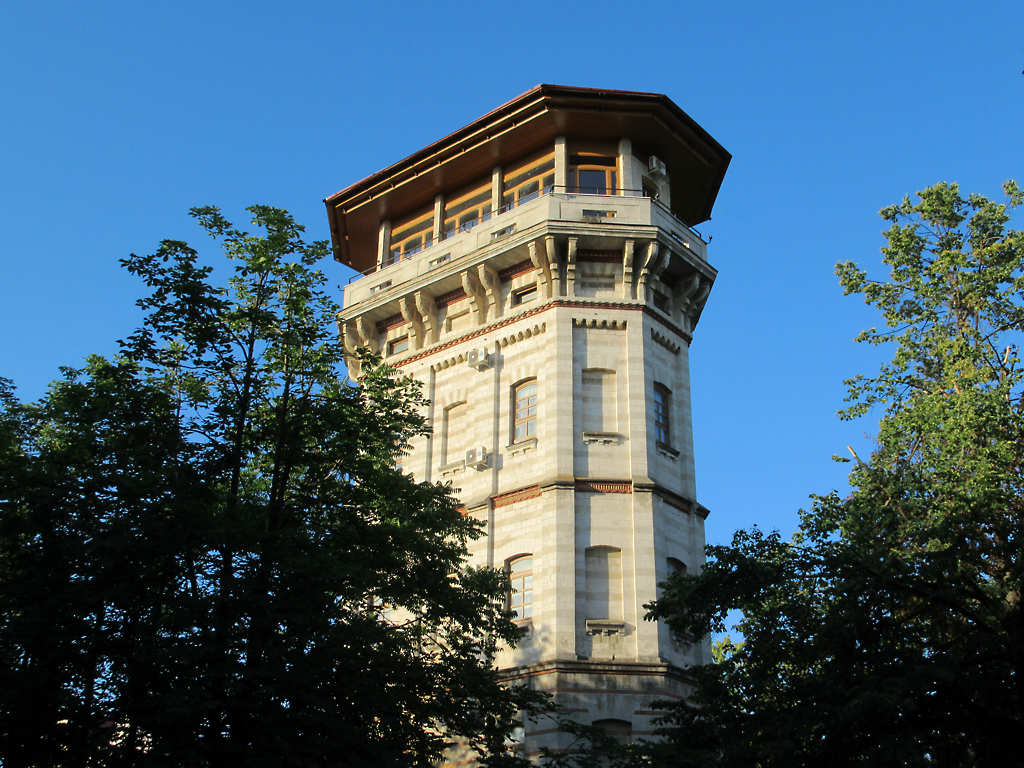
Castelul de apă din Chişinău (Rep. Moldova)
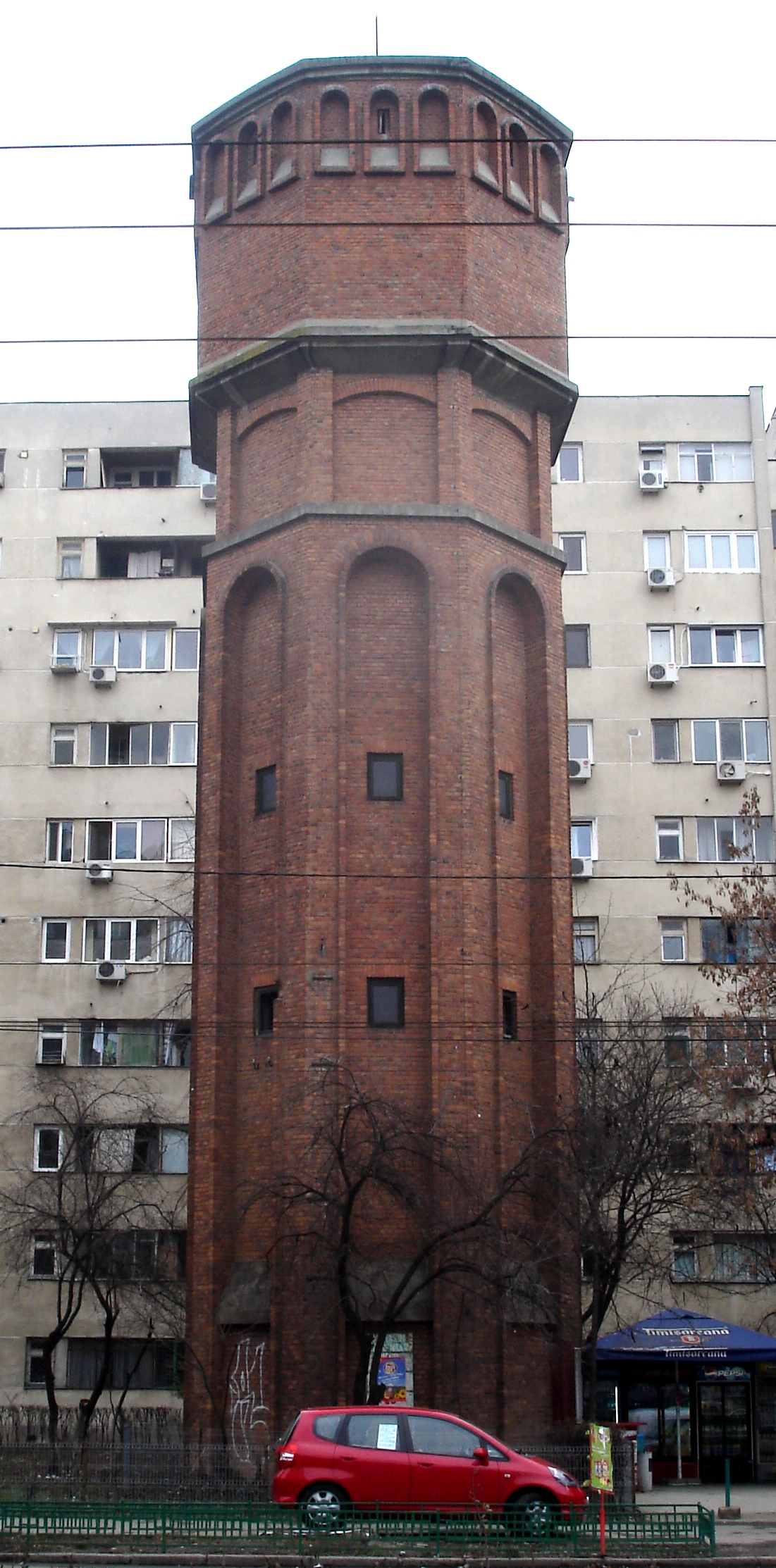
Castel de apă dezafectat, cart. Drumul Taberei, Bucureşti (România)
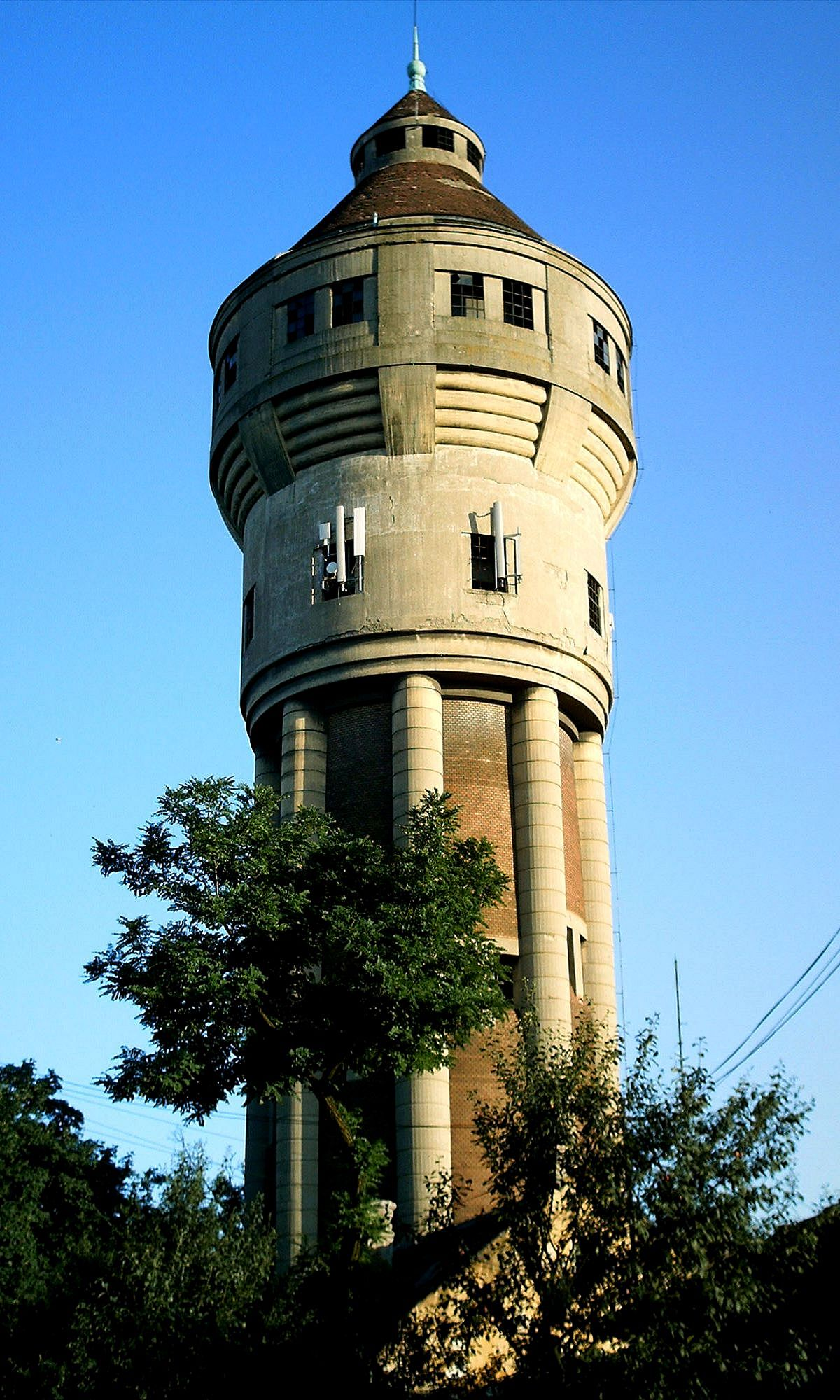
Turnul de apă din Iosefin (dezafectat), cart. Iosefin, Timişoara (România)
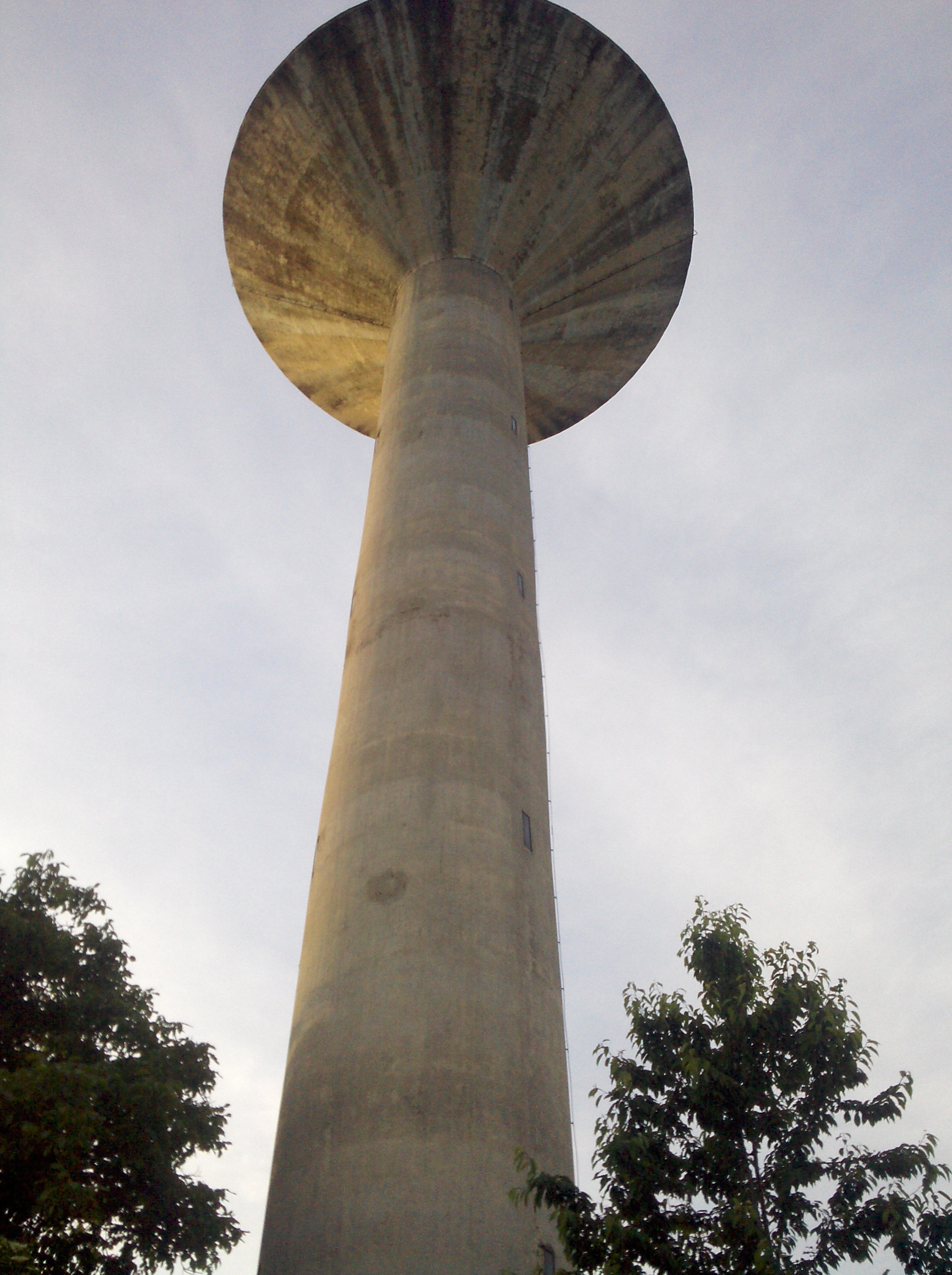
Tip de castel de apă des întâlnit în întreaga Românie
Turnul de apă din Turnu-Măgurele
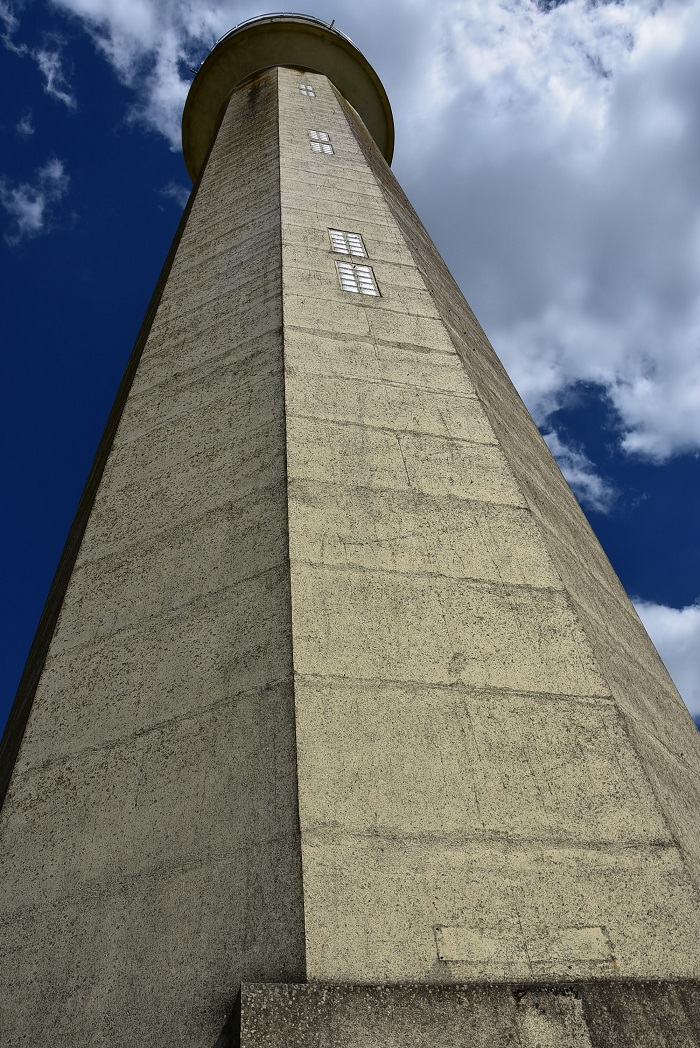
St-Christophe, Franţa